# كريس ليتش
كريس ليتش (بالإنجليزية: Chris Leitch)‏ (1 أبريل 1979 بكولومبوس في الولايات المتحدة - ) هو لاعب كرة قدم أمريكي في مركز الدفاع. لعب مع سان خوسيه إيرثكويكس وكولومبوس كرو ونيويورك ريد بولز.

## وصلات خارجية
- كريس ليتش على موقع الدوري الأمريكي (الإنجليزية)
- كريس ليتش على موقع قاعدة بيانات كرة القدم.إي يو (الإنجليزية)
- كريس ليتش على موقع Soccerway.com (الإنجليزية)